# Landmarschall in Livland

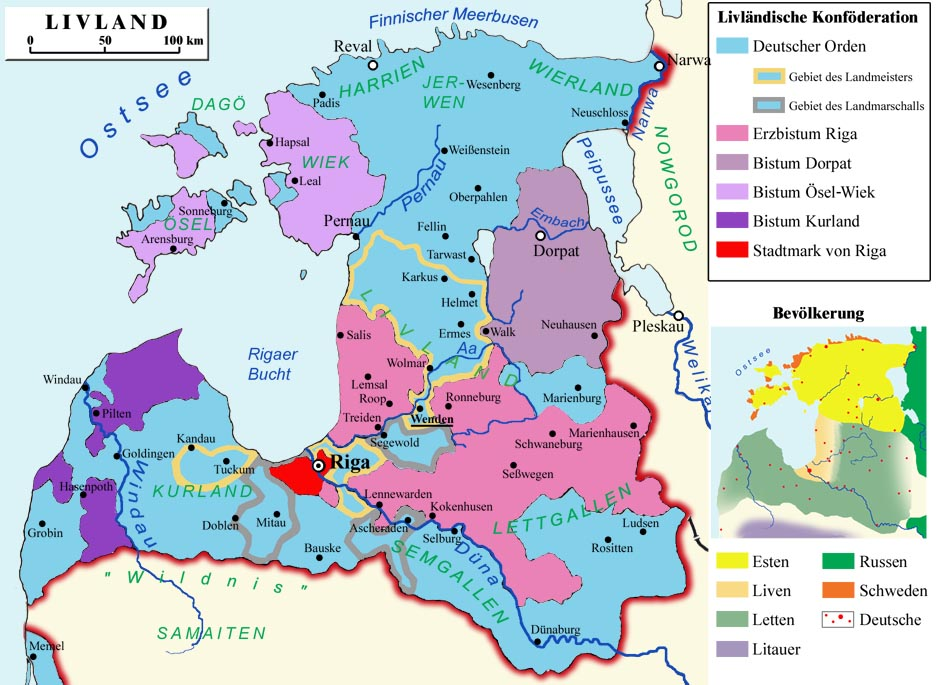
Administrative Aufteilung Livlands zur Ordenszeit

Der Landmarschall in Livland war ein hohes Amt im Deutschen Orden und durch die Funktion als Vertreter des Landmeisters in Livland auch gleichzeitig das zweithöchste Amt im Livländischen Orden. Der Landmarschall in Livland ist nicht zu verwechseln mit dem „Landmarschall“ (Parlamentspräsident der späteren Ritterschaft) und dem „Ordensmarschall“ (Führer des Heeres des Deutschen Ordens).
Der Landmarschall war der Führer der Truppen des Deutschen Ordens in Livland. Spätestens seit Beginn des 15. Jahrhunderts bildete er zusammen mit den nächsthöchsten Amtsträgern des Ordens („Gebietiger“), den Komturen von Fellin, Reval, Goldingen, Marienburg und dem Vogt von Jerwen die wichtigsten Berater und Mitentscheider des Landmeisters. Einige Landmarschälle wurden später zu Landmeistern ernannt.
Der Sitz des Landmarschalls war von 1432 bis 1560 die Ordensburg Segewold, wo bis um 1450 auch der livländische Ordensschatz verwahrt wurde.
Der Landmarschall hatte (ebenso wie der Landmeister) innerhalb des Ordensgebiets in Livland eigene, ihm direkt unterstellte Ländereien.